# Лихачёв, Борис Сергеевич (генерал)
Бори́с Серге́евич Лихачёв (6 августа 1914, Воронеж — 8 августа 2012) — советский военный, государственный и политический деятель, генерал-лейтенант.

## Биография
Родился в 1914 году в Воронеже. Член КПСС.
С 1935 года — на военной службе, общественной и политической работе. В 1935—1995 гг. — командир взвода 109-й мотострелковой дивизии 2-й армии у озера Хасан, участник Великой Отечественной войны, начальник разведки 22-го танкового корпуса, начальник разведки 5-го механизированного корпуса 6-й танковой армии, участник советско-японской войны. С октября 1953 по декабрь 1955 года — командир 10-й механизированной дивизии. Затем служил в Академии Генерального штаба, первый заместитель командующего и командующий 2-й гвардейской танковой, командующий 5-й гвардейской танковой армией ГСВГ, первый заместитель командующего Прибалтийским военным округом, заместитель секретаря партийной организации районного ДОСААФ при Первомайском райкоме КПСС города Москвы.
Умер 8 августа 2012 года в Москве.